# Institut polytechnique des sciences avancées
Az Institut polytechnique des sciences avancées (IPSA) magánkézben lévő francia légiforgalmi egyetem. 1961-ben alakult.
1998 óta tagja az IONIS Education Group-nak.

## Története
Az Institut polytechnique des sciences appliquées-t 1961-ben hozta létre Michel Cazin, Maurice Pradier és Paul Lefort, három mérnök, akik a légiközlekedési szektorból származtak, és Párizsban telepedtek le. 2001-ben a név Institut polytechnique des sciences avancées-re változott. 2007-ben leányvállalatot nyitott Toulouse-ban, amely védett a térség fontos repülési iparától.
A francia kormány 2005-ben ismerte el a „Repüléstechnikai és űrrendszerek mérnöke” címet az iskola végzett hallgatói számára, 2011-ben pedig a Commission des titres d'ingénieur felhatalmazta az intézetet a mérnöki cím adományozására. A 2013-2014-es tanév végén fejezték be tanulmányaikat az első mérnöki végzettségűek. Az iskola kétéves előkészítő ciklust és hároméves haladó szakosodási ciklust kínál: „Telekommunikációs rendszerek”, „Fedélzeti számítástechnika”, „Elektromechanikai rendszerek”, „Mechanika és szerkezetek” és „Energia és meghajtás”. A végzettek a "Expert en ingénierie des systèmes aéronautiques et spatiaux" hivatalos címmel hagyják el az iskolát.
2017 óta az iskola repüléstechnikai alapképzést és nyári iskolát is kínál.

## Híres diákok
Az egyetem hallgatói közé sorolja a francia szinkronúszókat Charlotte és Laura Tremble (2025-ös osztály).

## Híres volt diák
- Éric Boullier (1999), igazgatója a McLaren[11]
- Julien Simon-Chautemps (2002), francia motorkerékpár-mérnök
- Nicolas Tenoux (2007), francia pilóta, repülőgépmérnök és menedzser